# 고베시 교통국 1000형 전동차
고베 시 교통국 1000형 전동차(일본어: 神戸市交通局1000形電車)는 1976년부터 운행하고 있는 고베 시 교통국 지하철 세이신·야마테 선의 전동차이다.

## 개요
신나가타～묘다니가 개통했을 때 도입되었다.
등장시부터 냉방이 설치되었다.

## 차량 개요

### 외부
차장은 19m이고 문은 3개 있다.

### 내부
커버 부착 조명, 나뭇결 무늬의 화장판으로 되어 있다. 객용문 개폐 직전에 울리는 도어 부저도 채용되고 있다.

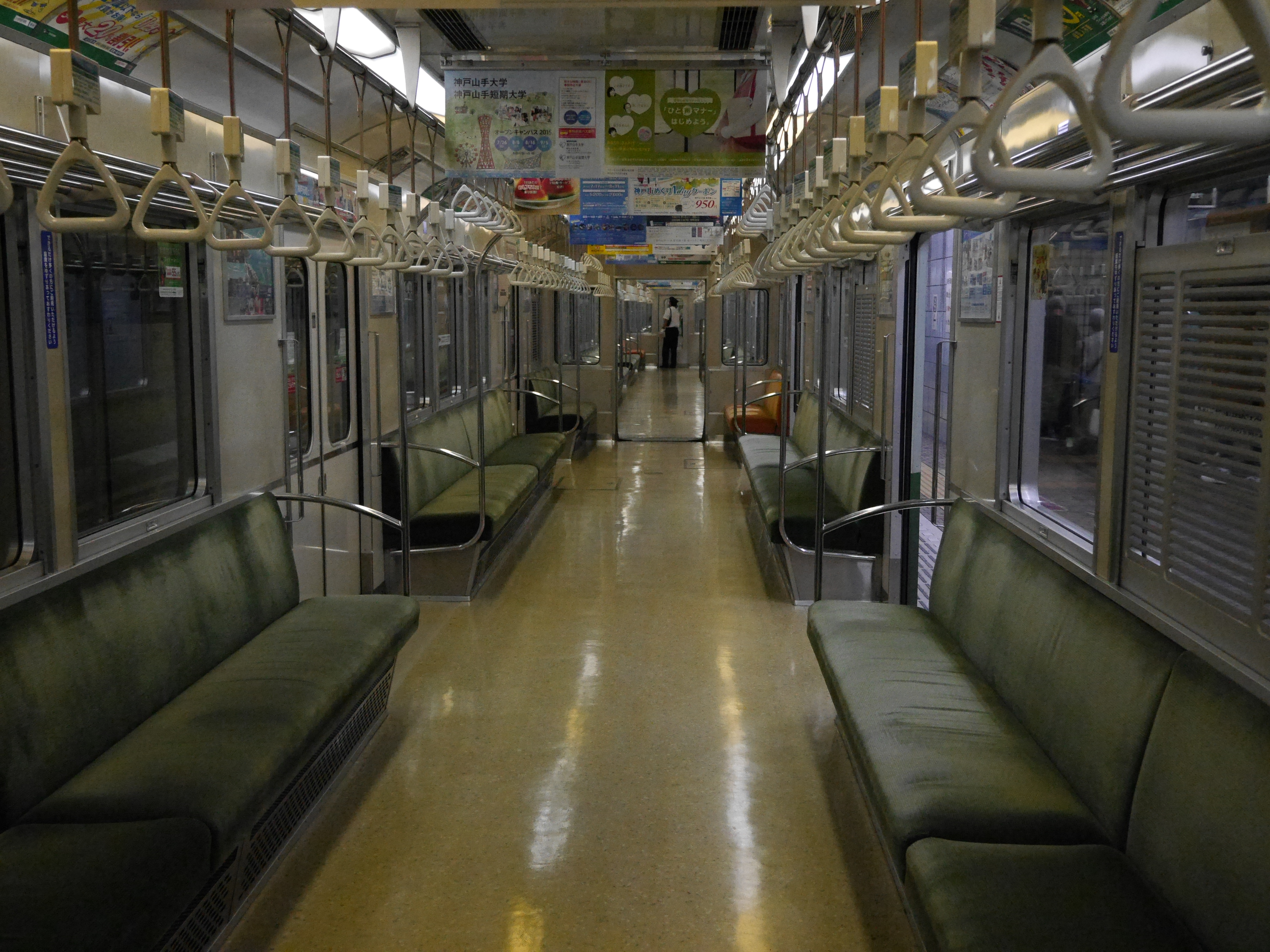
차내

## 개조 공사

### 쾌속 운전 대응
1993년 7월부터 일본의 공영지하철에서 첫 쾌속열차가 운전되게 되었다. 1000형 외 지하철 차량 전차의 방향막에 「쾌속」의 표시가 추가되어(전면은 「쾌」 1문자, 측면은 「쾌속」의 2문자), 동시에 비상용으로서 남아 있던 「신나가타」 「오쿠라야마」 표시가 삭제되었다. 전면 상부의 양 옆에는 종별 표시등이 설치되어 쾌속 운전시에는 오렌지색으로 점등되었다.
쾌속의 행선지는 「신고베」 「니시진 중앙」 「나미야」 「학원 도시」의 표시가 준비되었지만, 이 중 「나미야」와 쾌속 비정차역이었던 「학원 도시」의 사용 실적은 없었다.
당초는 전면·측면 모두 종별이 적지에 백문자, 목적지가 흑자에 백문자였지만, 보선 작업원으로부터 보통 열차와의 구별이 용이하지 않다는 지적이 있어, 1994년 11월경에 전면 방향막만 전면 적지, 목적지가 흑문자로 변경되었다(측면막은 변경 없음). 쾌속 열차는 다음 1995년 1월 17일 한신 아와지 대지진의 영향으로 운행을 중단했기 때문에 새로운 쾌속 막 사용 기간은 약 2 개월에 머물렀다.

### 갱신 공사
1977년의 운용 개시로부터 20년이 경과한 1997년(헤세이 9년)도부터, 제어 장치의 갱신 공사가 행해졌다. 제어 방식은 종래의 전기자 초퍼 제어로부터 VVVF 인버터 제어로 변경되고, 주 전동기도 직류 전동기로부터 교류 전동기로 교환되고 있다. 제어 장치에는 3000형과 동형의 GTO 사이리스터 소자를 이용한 인버터 장치가 채용되었다.
냉방 장치의 강화도 이루어져 CU-181형(8,500kcal/h×3기)을 탑재하는 1100형・1200형・1500형・1600형에서는 CU-183A형(10,500kcal/h×3기) 로 변경되었다.
좌석의 천은 바이어스 무늬가 들어간 것이 되어, 바닥재도 매실색으로부터 오프 화이트의 돌목조로 변경된 것 외, 좌석 단부에의 소매 칸막이의 추가, 객용 도어 부근에의 끈 가죽의 증설도 실시되었다. 그 후, 좌석은 리뉴얼과 관계없이 교환되게 되었다. 이 공사에 병행하여, 도어 엔진이 종래의 전자기 공기식에서 3000형과 같은 벨트 연동 양개식 전자 밸브 일체식으로 갱신되었다.
리뉴얼차는 서류상 「1000-01형」으로 형식 변경되고 있지만, 통상은 구별없이 1000형으로 불리고 있다. 차체에 부착된 차량 번호판도 변경되지 않는다.
제조원 가와사키 중공업에서 매년 1편성씩 갱신 개조가 시공되어 갱신 제1호의 1101F는 1998년 3월 26일 준공, 시운전 등을 거쳐 1998년 4월부터 영업 운전으로 복귀했다. 1108F에서는 VVVF 인버터의 사용 소자가 IGBT로 변경되어 형식도 「1000-02형」이 되었다. 이후 1109F 이후에도 같은 메뉴로 시공되어 2012년 1117F(1118F는 2011년 준공 완료)를 통해 전편성 리뉴얼 공사 종료가 되었다.
2006년(헤세이 18년)은 가와사키 중공의 라인에 여유가 있었기 때문에, 10월에 1111F, 12월에 1110F와 2편성 동시 갱신이 되었다. 2010년(헤세이 22년)에도 1115F와 1116F의 2편성이 갱신되었다. 1116F 이후에는 보조 전원 장치가 정지형 인버터로 변경되었다.

## 운영
호쿠신 선과 세이신·야마테선의 구간에서 운용하고있다.

## 폐차
2023년 8월 18일에 6000형으로 통일되게 되어, 전편성 폐차가 된다.

## 편성표
4호차(1400형)는 여성전용차량이다.

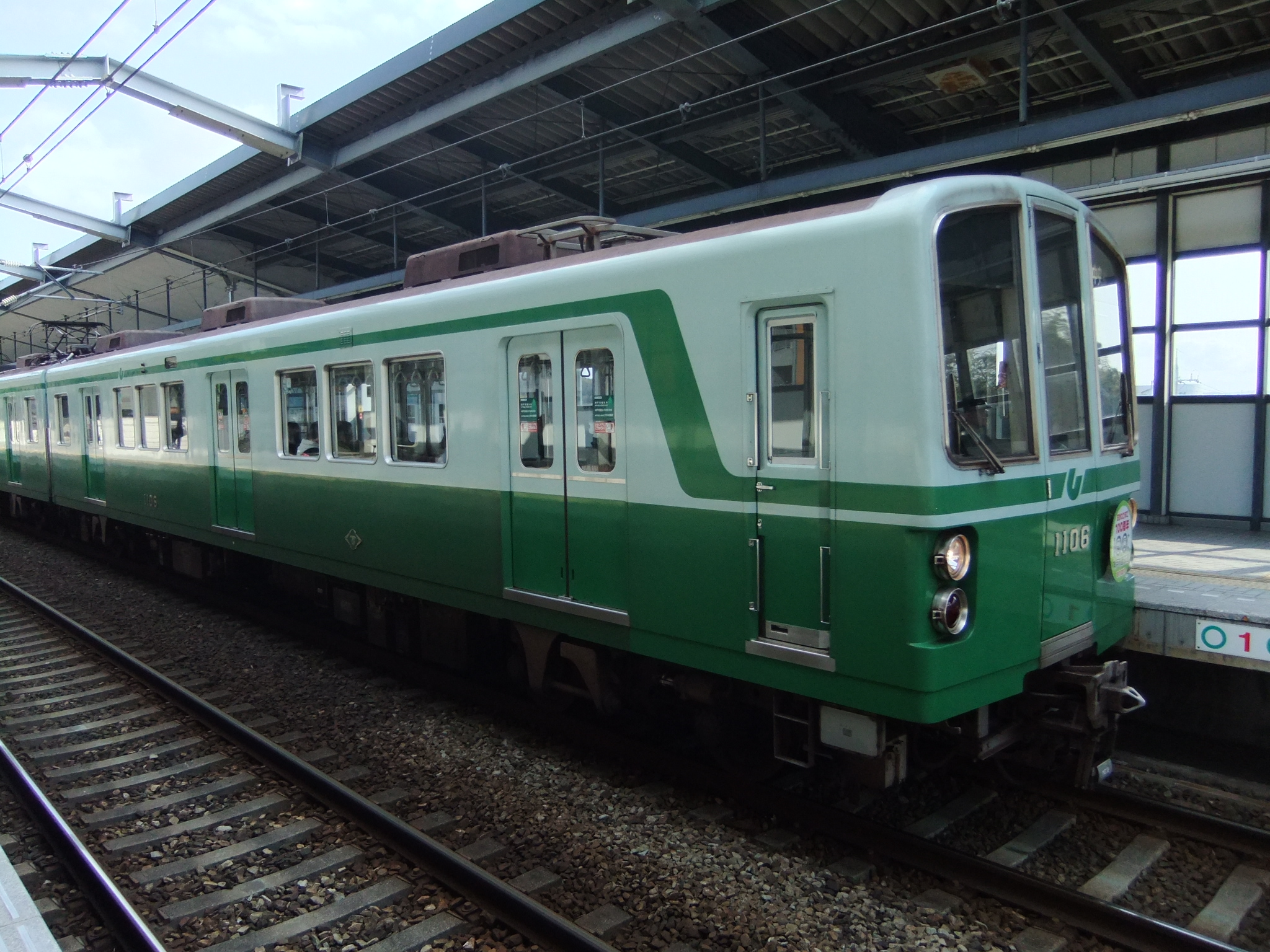
1호차(1100형)
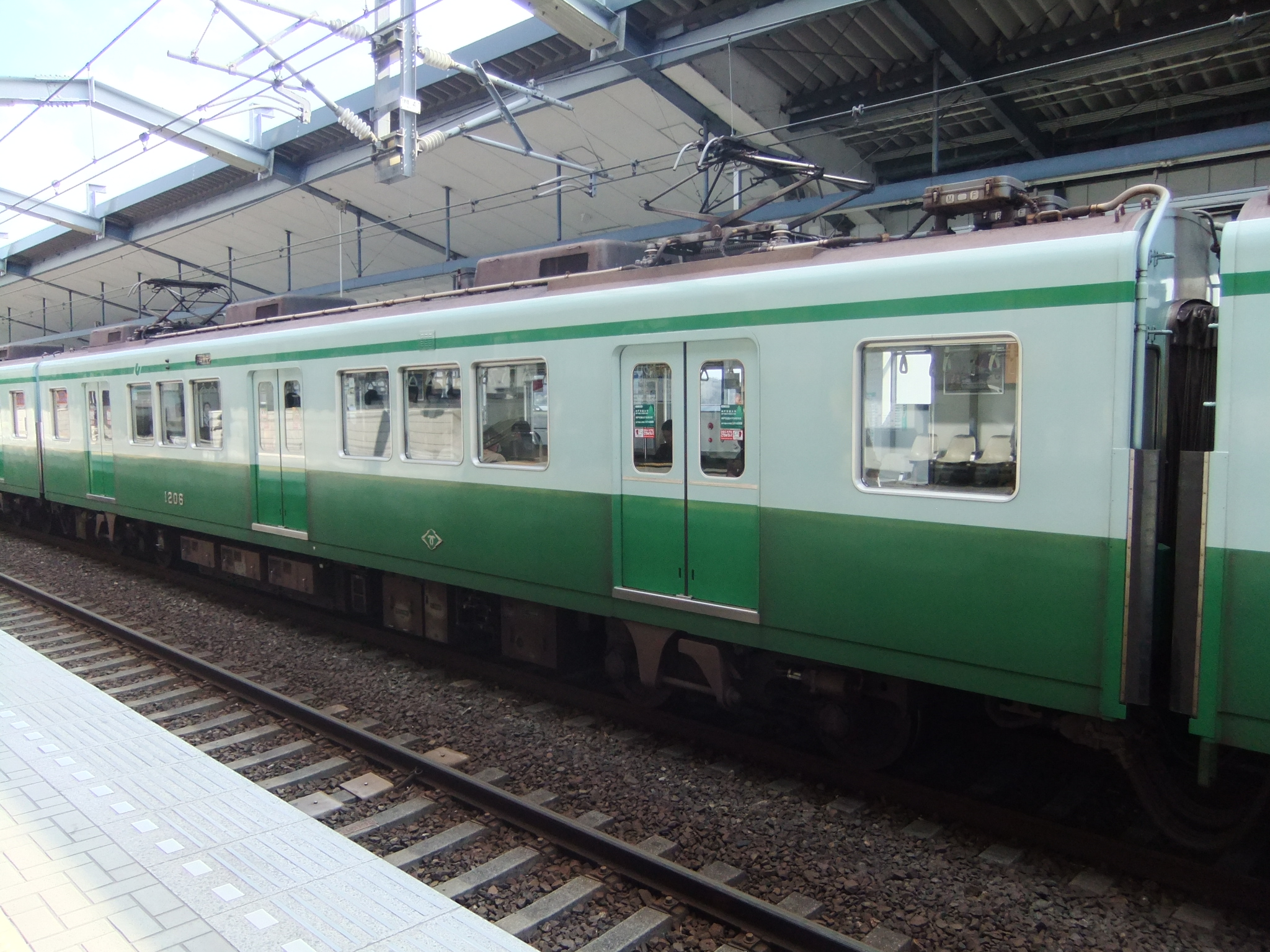
2호차(1200형)
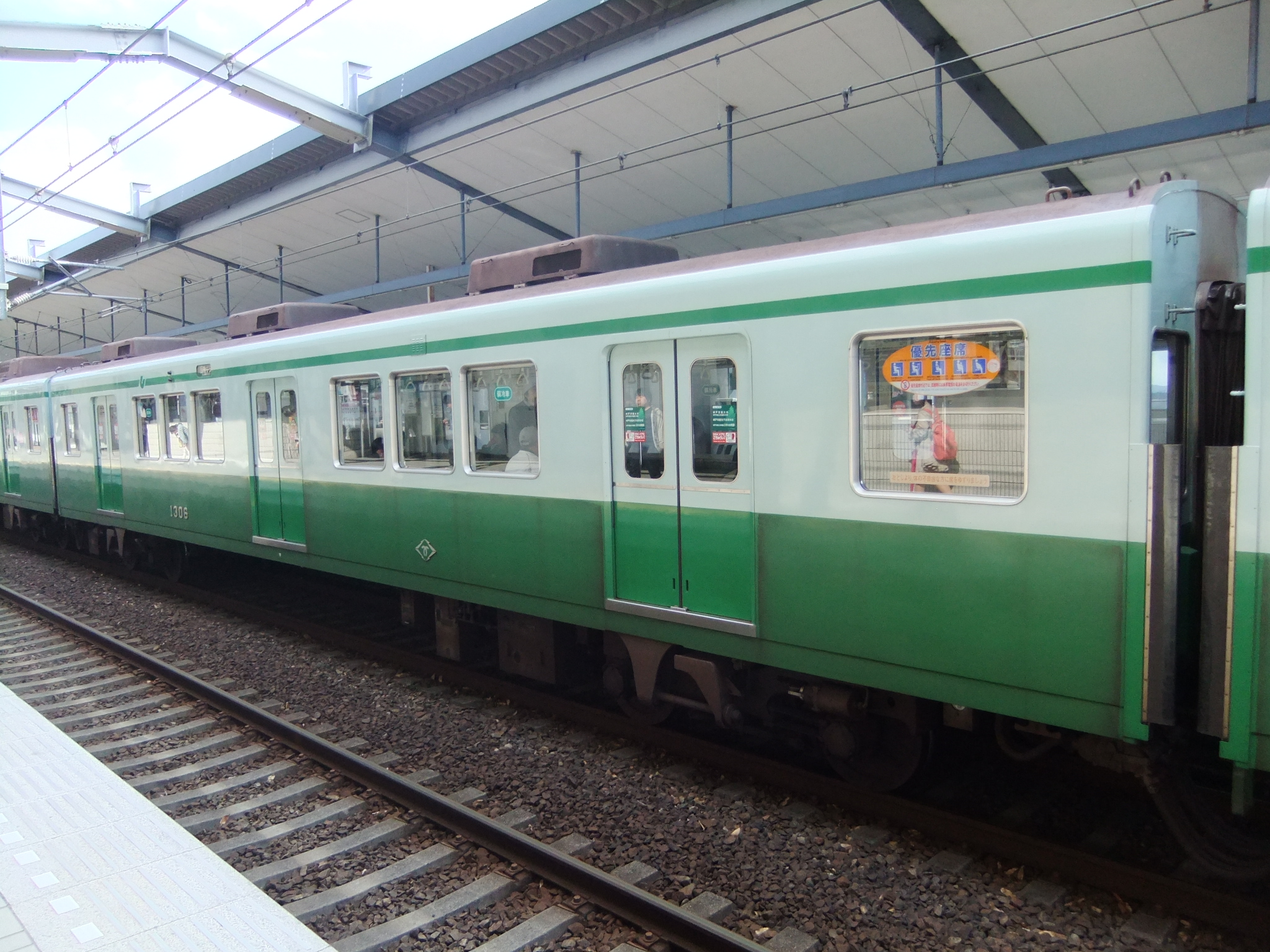
3호차(1300형)
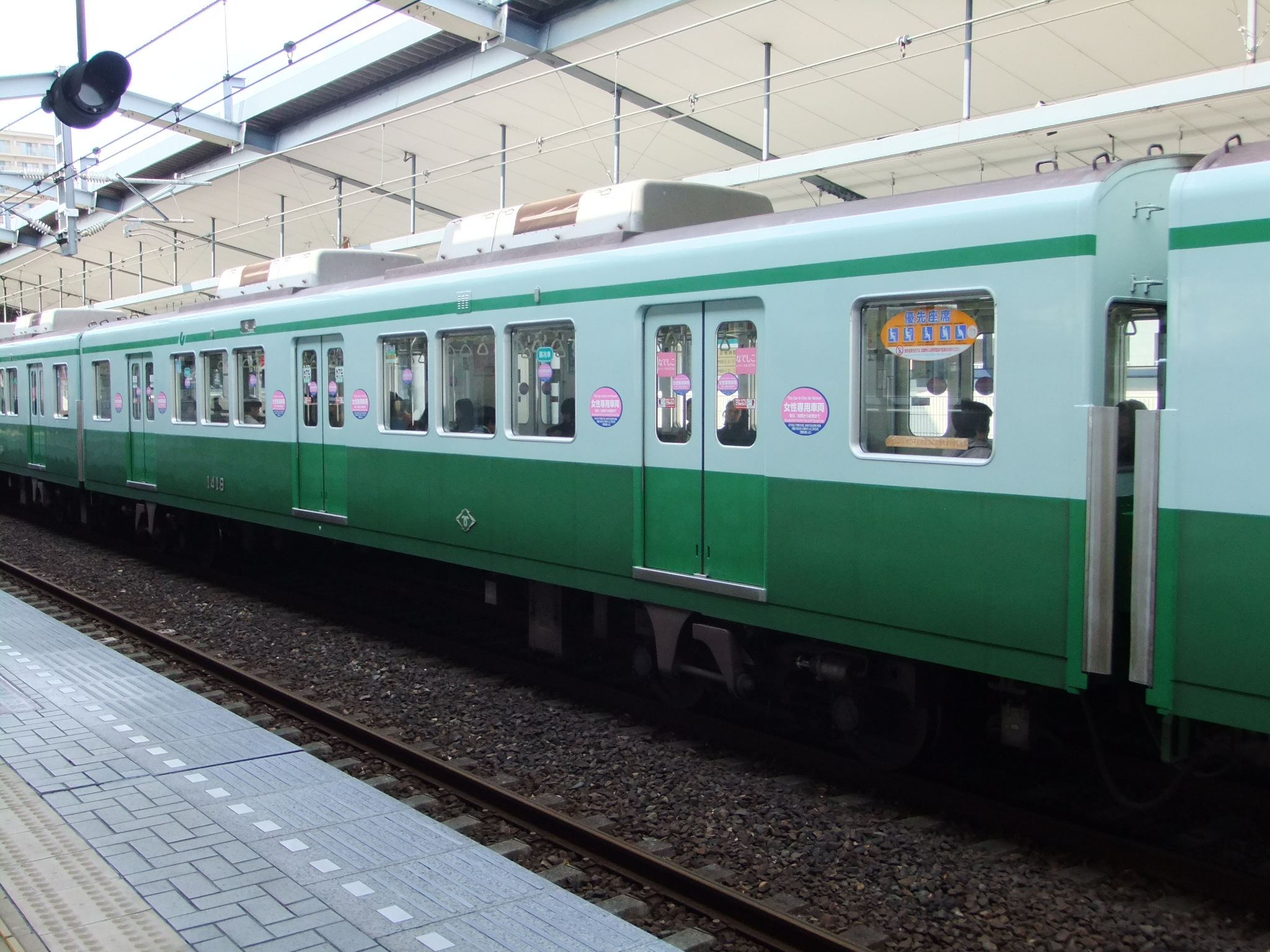
4호차(1400형)
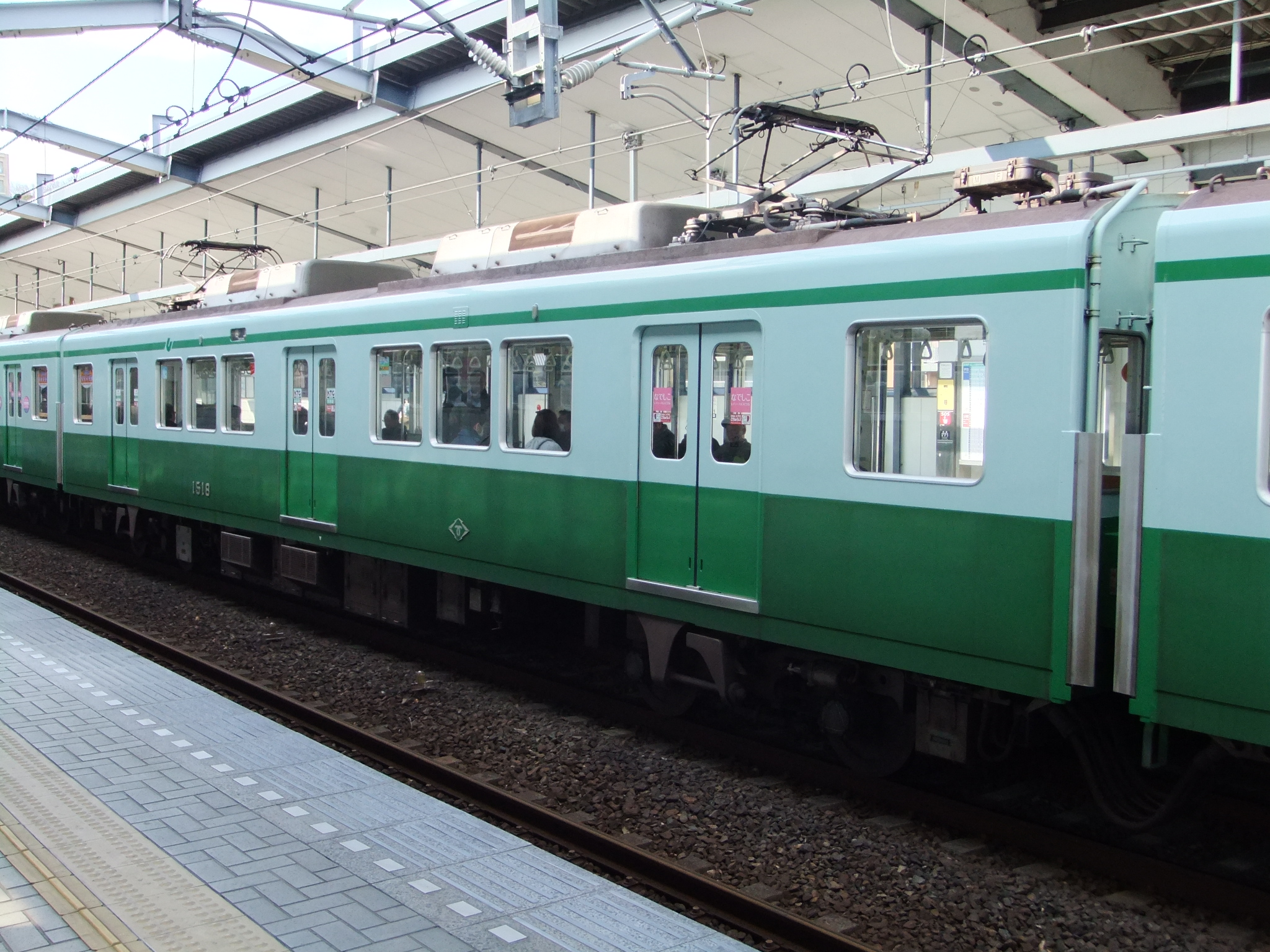
5호차(1500형)
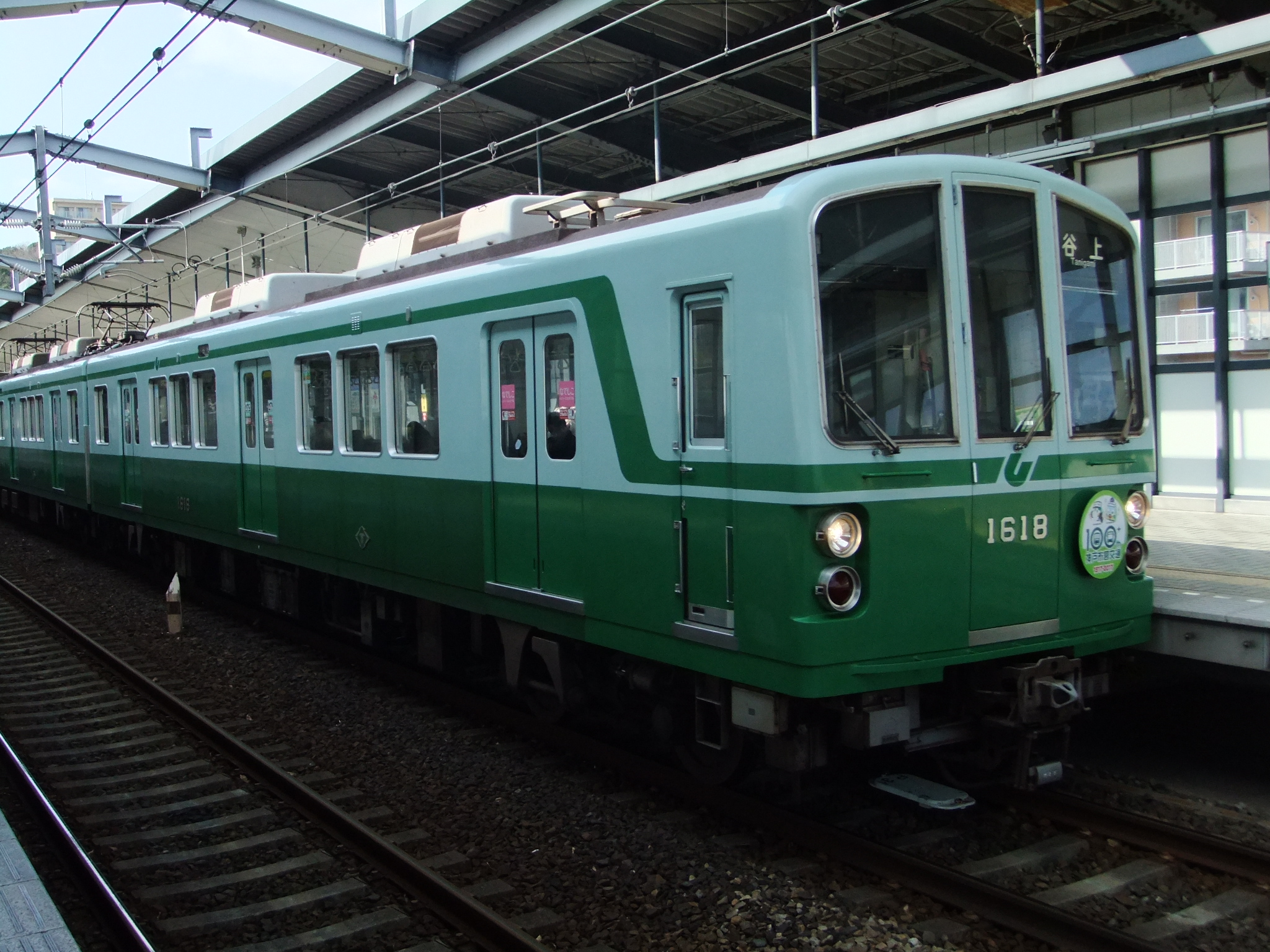
6호차(1600형)

|      |      | ←세이신 중앙 | ←세이신 중앙 | ←세이신 중앙 | 다니가미→ | 다니가미→ | 다니가미→ | 제작 시기  | 도입 시기       | 개조 시기       | 운행 중단 시기   | 당초 반출 시기      |
| 호차 | 호차 | 1            | 2            | 3            | 4         | 5         | 6         | 제작 시기  | 도입 시기       | 개조 시기       | 운행 중단 시기   | 당초 반출 시기      |
| ---- | ---- | ------------ | ------------ | ------------ | --------- | --------- | --------- | ---------- | --------------- | --------------- | ---------------- | ------------------- |
| 편성 | 1    | 1101         | 1201         | 1301         | 1401      | 1501      | 1601      | 1976년 2월 | 1977년 3월 13일 | 1998년 3월 26일 | 2019년 3월 7일   | (1호차의 저장 차량) |
| 편성 | 2    | 1102         | 1202         | 1302         | 1402      | 1502      | 1602      | 1976년 6월 | 1977년 3월 13일 | 1998년          | 2019년 11월 5일  | 2019년 10월경       |
| 편성 | 3    | 1103         | 1203         | 1303         | 1403      | 1503      | 1603      | 1976년 6월 | 1977년 3월 13일 | 1999년          | 2021년 2월 10일  | 2020년 5월경        |
| 편성 | 4    | 1104         | 1204         | 1304         | 1404      | 1504      | 1604      | 1976년 6월 | 1977년 3월 13일 | 2002년          | 2021년 2월 10일  | 2020년 5월경        |
| 편성 | 5    | 1105         | 1205         | 1305         | 1405      | 1505      | 1605      | 1976년 6월 | 1977년 3월 13일 | 2001년          | 2021년 3월 25일  | 2020년 6월경        |
| 편성 | 6    | 1106         | 1206         | 1306         | 1406      | 1506      | 1606      | 1976년 6월 | 1977년 3월 13일 | 2000년          | 2021년도 내      | 2021년 5월경        |
| 편성 | 7    | 1107         | 1207         | 1307         | 1407      | 1507      | 1607      | 1981년 3월 | 1981년 4월 5일  | 2003년          | 2021년 3월 25일  | 2020년 7월경        |
| 편성 | 8    | 1108         | 1208         | 1308         | 1408      | 1508      | 1608      | 1981년 3월 | 1981년 4월 5일  | 2004년          | 2021년 4월       | 2021년 3월경        |
| 편성 | 9    | 1109         | 1209         | 1309         | 1409      | 1509      | 1609      | 1983년 2월 | 1983년 6월 17일 | 2005년          | 2019년 6월 18일  | 2019년 6월경        |
| 편성 | 10   | 1110         | 1210         | 1310         | 1410      | 1510      | 1610      | 1983년 2월 | 1983년 6월 17일 | 2006년          | 2021년 3월 25일  | 2020년 12월경       |
| 편성 | 11   | 1111         | 1211         | 1311         | 1411      | 1511      | 1611      | 1983년 2월 | 1983년 6월 17일 | 2006년          | 2020년 1월 7일   | 2020년 2월경        |
| 편성 | 12   | 1112         | 1212         | 1312         | 1412      | 1512      | 1612      | 1985년 4월 | 1985년 6월 18일 | 2009년          | 2022년 6월 27일  |                     |
| 편성 | 13   | 1113         | 1213         | 1313         | 1413      | 1513      | 1613      | 1985년 4월 | 1985년 6월 18일 | 2007년          | 2023년 5월 19일  |                     |
| 편성 | 14   | 1114         | 1214         | 1314         | 1414      | 1514      | 1614      | 1985년 5월 | 1985년 6월 18일 | 2008년          | 2022년 9월 27일  |                     |
| 편성 | 15   | 1115         | 1215         | 1315         | 1415      | 1515      | 1615      | 1985년 5월 | 1985년 6월 18일 | 2010년          | 2019년 4월 22일  | 2019년 5월경        |
| 편성 | 16   | 1116         | 1216         | 1316         | 1416      | 1516      | 1616      | 1987년 2월 | 1987년 3월 18일 | 2010년          | 2022년 11월 11일 |                     |
| 편성 | 17   | 1117         | 1217         | 1317         | 1417      | 1517      | 1617      | 1987년 2월 | 1987년 3월 18일 | 2012년          | 2023년 8월 5일   |                     |
| 편성 | 18   | 1118         | 1218         | 1318         | 1418      | 1518      | 1618      | 1987년 2월 | 1987년 3월 18일 | 2011년          | 2024년 1월 14일  |                     |

- 1호차(1100형)
- 2호차(1200형)
- 3호차(1300형)
- 4호차(1400형)
- 5호차(1500형)
- 6호차(1600형)

## 저장

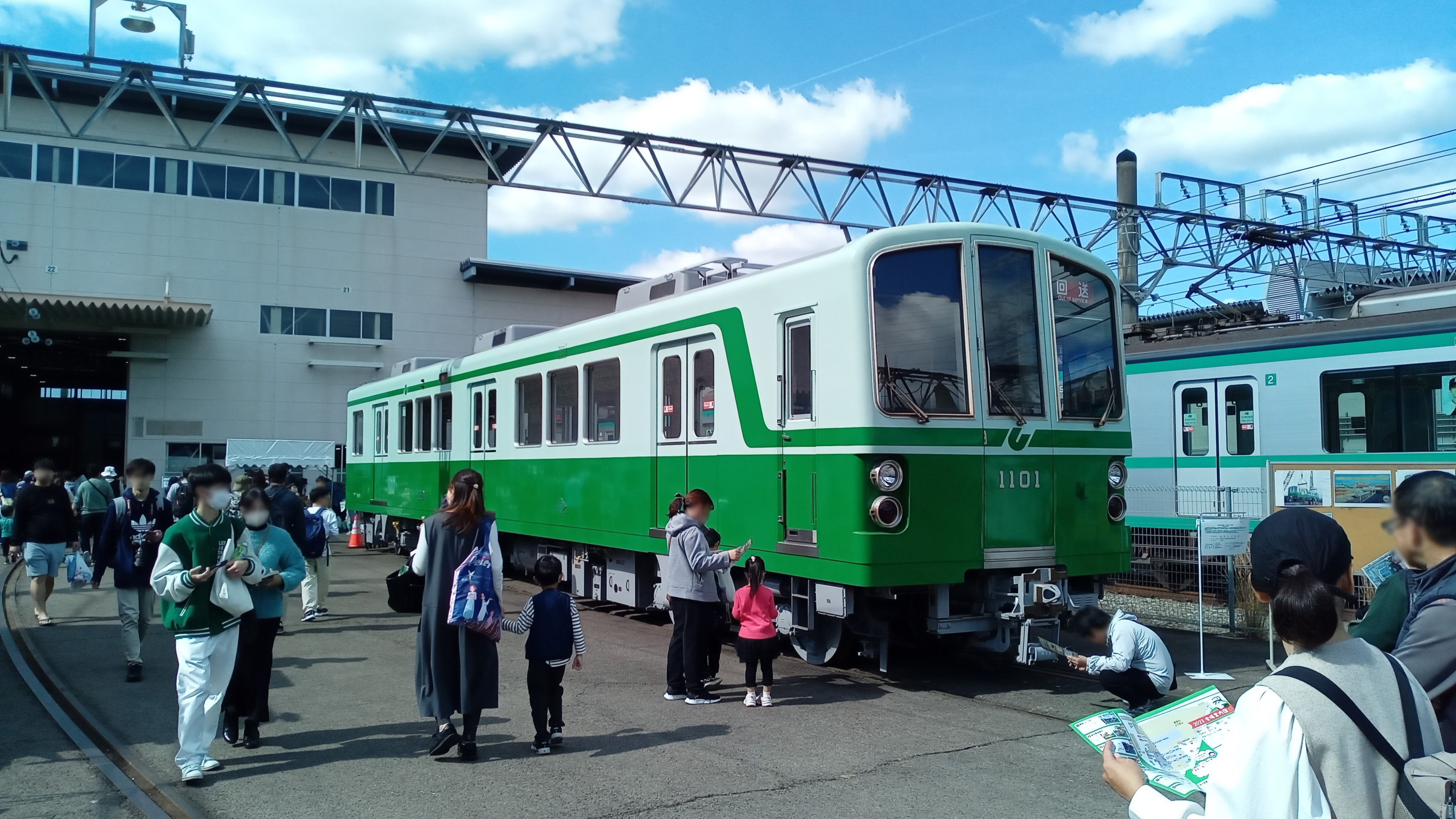
저장 차량

묘다니 차량 기지에 1101F의 1101호차가 보존되어 있다.